# Reinhardsmunster
Reinhardsmunster är en kommun i departementet Bas-Rhin i regionen Grand Est (tidigare regionen Alsace) i nordöstra Frankrike. Kommunen ligger i kantonen Marmoutier som tillhör arrondissementet Saverne. År 2022 hade Reinhardsmunster 437 invånare.

## Befolkningsutveckling
Antalet invånare i kommunen Reinhardsmunster
| Referens: INSEE |